# Jutta Hempel
Jutta Hempel (nacida el 27 de septiembre de 1960 en Flensburgo) es una prodigio del ajedrez alemán que se retiró del ajedrez competitivo cuando era una joven adulta.

## Carrera ajedrecística
Hempel demostró una notable aptitud para el juego a una edad temprana: a los tres años podía ver una partida de ajedrez y reproducirla de memoria, y a los cuatro años ya jugaba de manera competitiva en el Centro Juvenil de Flensburg. A los cinco años, Hempel era la mejor jugadora juvenil de Flensburg. En su sexto cumpleaños, Hempel jugó 12 partidas simultáneas y ganó 9,5-2,5 en cuatro horas. En su siguiente exhibición simultánea, que tuvo lugar en la plaza del pueblo, Hempel ganó con un decisivo resultado de 9-1. Hempel ganó el campeonato juvenil de Flensburg a los siete años. También jugó seis partidas simultáneas de ajedrez a la ciega. Cuando tenía ocho años, Hempel continuó dando exhibiciones simultáneas, algunas de las cuales se transmitieron por televisión. A los nueve años, Hempel logró ganar un concurso de resolución de problemas de ajedrez. Quizás su logro más impresionante fueron sus dos tablas contra el Maestro internacional Jens Enevoldsen a los 9 años.

## Vida personal
De adulta, Hempel asistió a la escuela de negocios en Kiel y trabajó en un banco durante un tiempo. Se casó en 1986 y rechazó dedicarse a una carrera en el ajedrez.